# Himanka
Himanka est une ancienne municipalité de l'ouest de la Finlande, dans région d'Ostrobotnie-Centrale, au nord du golfe de Botnie, à l'embouchure de la rivière Lestijoki. Himanka a été absorbée par Kalajoki en 2010

## Géographie
Elle est entourée par les municipalités suivantes :
- Lohtaja à l'ouest et Kannus au sud.
- Kalajoki à l'est, dans la région d'Ostrobotnie du Nord.

Le village se situe à 39 km de la capitale régionale Kokkola via la nationale 8, et à mi-chemin entre Oulu et Vaasa (160 km).
Outre l'agriculture et la pêche, le pilier de l'économie locale est formé par les élevages de visons et renards pour la fourrure.

## Lieux et monuments
- Église d'Himanka.